# Filmografia de Jared Leto

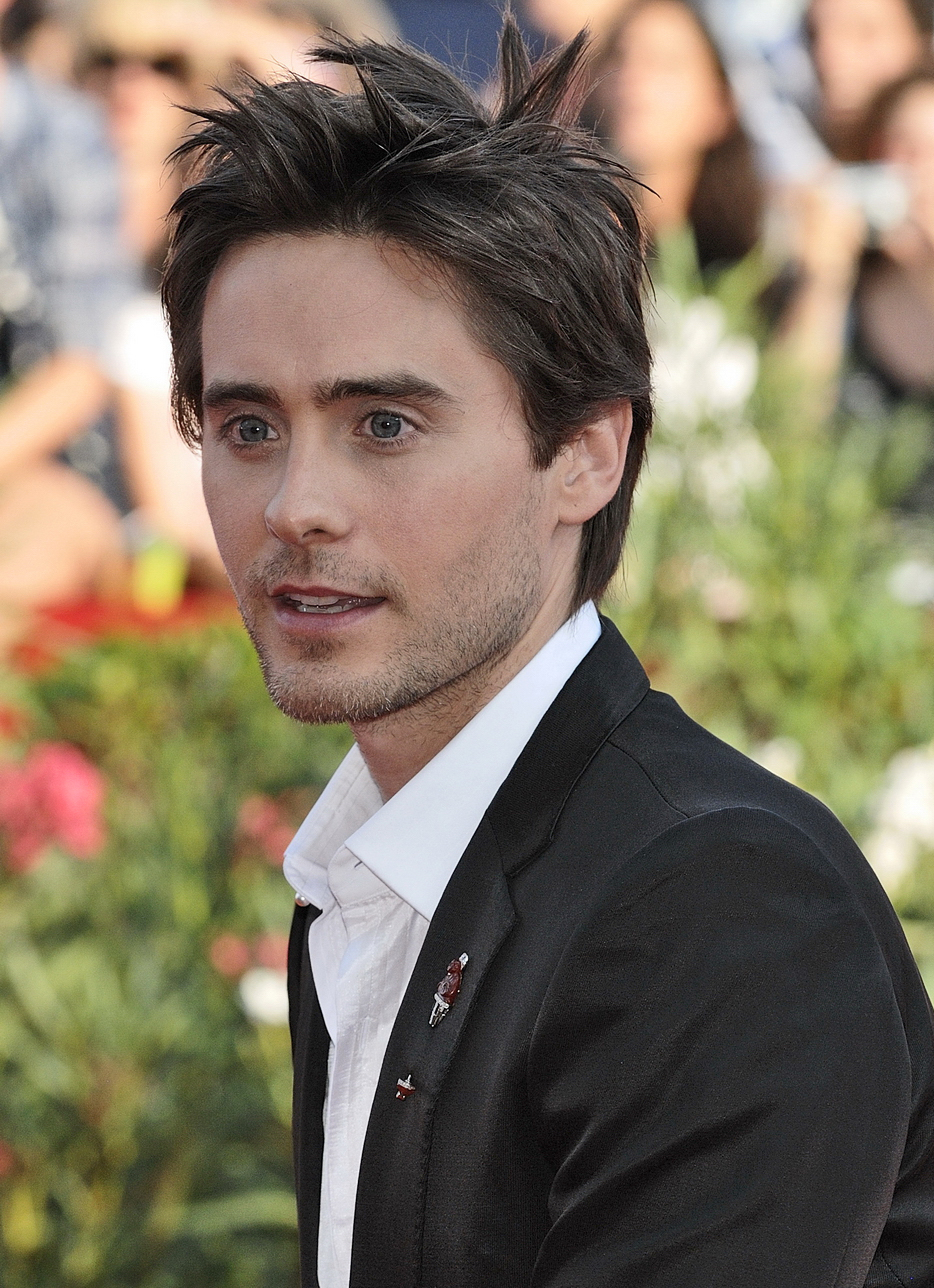
Jared Leto na première de Mr. Nobody no Festival de Veneza de 2009.

O ator, diretor, produtor e músico estadunidense Jared Leto têm atuado em filmes de renome, bem como em produções independentes de menor destaque. Leto iniciou sua carreira cinematográfica em pequenos papéis nas séries televisivas Camp Wilder (1992) e Almost Home (1993). Alcançou reconhecimento por seu papel como Jordan Catalano na série My So-Called Life em 1994. O programa foi elogiado por sua retratação da adolescência e recebeu uma grande aclamação popular, sendo no entanto cancelado após a primeira temporada. No mesmo ano, Leto dividiu as telas com Alicia Silverstone em Cool and the Crazy, seu primeiro longa-metragem televisivo. Sua estreia no cinema veio com o drama How to Make an American Quilt. Em seguida, atuou com Christina Ricci em The Last of the High Kings (1996) e assumiu um papel coadjuvante em Switchback (1997). Em 1997, Leto estrelou o drama biográfico Prefontaine no papel do atleta olímpico Steve Prefontaine, recebendo críticas positivas por sua performance. No ano seguinte, Leto dividiu as telas com Alicia Witt no terror Urban Legend e, em 1998, atuou ao lado de Sean Penn e Adrien Brody no filme de guerra The Thin Red Line. Após assumir papéis secundários em Black and White e Girl, Interrupted, Leto interpretou Angel Face em Fight Club (1999), o que polarizou as críticas especializadas a respeito de suas performances.
Em 2000, Leto interpretou Paul Allen no terror psicológico American Psycho. No mesmo ano, estrelou como o viciado em heroína Harry Goldfarb em Requiem for a Dream, dirigido por Darren Aronofsky. Sua performance neste último rendeu-lhe críticas positivas por parte da imprensa especializada em cinema. Durante este período, Leto focou na sua carreira musical - como vocalista da banda Thirty Seconds to Mars - e regressou ao cinema somente em 2002, quando estrelou o também bem-recebido Panic Room. Após protagonizar o filme independente Highway (2002), co-estrelou com Colin Farrell o drama histórico Alexander (2004) e dividiu as telas com Nicolas Cage em Lord of War (2005). 

## Cinema
| Ano  | Título                        | Papel                       |
| ---- | ----------------------------- | --------------------------- |
| 1995 | How to Make an American Quilt | Beck                        |
| 1996 | The Last of the High Kings    | Frankie Griffin             |
| 1997 | Prefontaine                   | Steve Prefontaine           |
| 1997 | Switchback                    | Lane Dixon                  |
| 1998 | Basil                         | Basil                       |
| 1998 | Urban Legend                  | Paul Gardener               |
| 1998 | The Thin Red Line             | 2° Ten. Whyte               |
| 1999 | Black & White                 | Casey                       |
| 1999 | Fight Club                    | Angel Face                  |
| 1999 | Girl, Interrupted             | Tobias Jacobs               |
| 2000 | American Psycho               | Paul Allen                  |
| 2000 | Requiem for a Dream           | Harry Goldfarb              |
| 2000 | Sunset Strip                  | Glen Walker                 |
| 2002 | Panic Room                    | Junior                      |
| 2002 | Highway                       | Jack Hayes                  |
| 2003 | Sol Goode                     | Aspirante a estrela do rock |
| 2004 | Alexander                     | Heféstio                    |
| 2005 | Lord of War                   | Vitaly Orlov                |
| 2006 | Lonely Hearts                 | Raymond Fernandez           |
| 2007 | Chapter 27                    | Mark David Chapman          |
| 2009 | Mr. Nobody                    | Nemo adulto / Nemo velho    |
| 2013 | Dallas Buyers Club            | Rayon                       |
| 2016 | Suicide Squad                 | Coringa                     |
| 2017 | Blade Runner 2049             | Niander Wallace             |
| 2018 | The Outsider                  | Nick Lowell                 |
| 2021 | The Little Things             | Albert Sparma               |
| 2021 | Zack Snyder's Justice League  | Coringa                     |
| 2021 | House of Gucci                | Paolo Gucci                 |
| 2022 | Morbius                       | Dr. Michael Morbius         |
| 2023 | Haunted Mansion               | Fantasma da Caixa de Chapéu |
| 2025 | Tron: Ares                    | Ares                        |

## Televisão
| Ano       | Título             | Papel           | Notas                             |
| --------- | ------------------ | --------------- | --------------------------------- |
| 1992-1993 | Camp Wilder        | Dexter          | 2 episódios                       |
| 1993      | Almost Home        | Rick Aiken      | Episódio: "The Fox and the Hound" |
| 1994-1995 | My So-Called Life  | Jordan Catalano | 19 episódios                      |
| 1994      | Cool and the Crazy | Michael         | Filme de TV                       |
| 2022      | WeCrashed          | Adam Neumann    | 8 episódios                       |